# Damn Small Linux
Damn Small Linux — дистрибутив Linux на базі Debian. У новій версії представлена нова версія ядра Linux 2.4.31, додана підтримка Prism 2, оновлені деякі додатки. Damn Small Linux — це Live CD невеликого розміру (лише 50 Мб). Не зважаючи на невеликий розмір, система містить досить багато додатків, які потрібні при повсякденній роботі — XMMS, FTP-клієнт, браузер, поштову програму, застосунки для роботи з текстом і електронними таблицями, файловий менеджер, калькулятор, утиліти для моніторингу системи. Дистрибутив підтримує USB та PCMCIA.